# Cueva de las Mesas de Algar
Cueva de las Mesas de Algar este o arie protejată (arie specială de conservare — SAC, sit de importanță comunitară — SCI) din Spania întinsă pe o suprafață de 84,08 ha, integral pe uscat.

## Localizare
Centrul sitului Cueva de las Mesas de Algar este situat la coordonatele 36°21′19″N 5°54′42″W / 36.3554°N 5.9116°V.

## Înființare
Situl Cueva de las Mesas de Algar a fost declarat sit de importanță comunitară în decembrie 2000 pentru a proteja 6 specii de animale. Situl a fost protejat și ca arie specială de conservare în ianuarie 2015.

## Biodiversitate
Situată în ecoregiunea mediteraneană, aria protejată conține 3 habitate naturale: Păduri de Olea și Ceratonia, Tufărișuri termo-mediteraneene și de pre-deșert, Dehesas cu Quercus spp. perene.
La baza desemnării sitului se află mai multe specii protejate de  mamifere (6): liliac cu aripi lungi (Miniopterus schreibersii), liliac cu urechi de șoarece (Myotis blythii), liliac comun (Myotis myotis), liliacul mediteranean cu potcoavă (Rhinolophus euryale), liliacul mare cu potcoavă (Rhinolophus ferrumequinum), liliacul cu potcoavă a lui méhely (Rhinolophus mehelyi).